# Césaire Gandzé
Césaire Gandzé (ur. 6 marca 1989 w Brazzaville) – kongijski piłkarz grający na pozycji ofensywnego pomocnika.

## Kariera klubowa
Gandzé jest wychowankiem klubu AC Léopards. W jego barwach zadebiutował w 2009 roku w kongijskiej lidze. W latach 2012, 2013, 2016 i 2017 czterokrotnie został z nim mistrzem Konga. W latach 2009, 2010, 2011, 2013, 2016 i 2017 zdobył Puchar Konga. W 2012 roku sięgnął po Afrykański Puchar Konfederacji. W 2018 grał w południowoafrykańskim Free State Stars FC, a w 2019 w AS Otohô, z którym w sezonach 2018/2019 i 2019/2020 został mistrzem kraju. W 2020 przeszedł do Étoile du Congo.

## Kariera reprezentacyjna
W reprezentacji Konga Gandzé zadebiutował 15 listopada 2011 w zremisowanym 1:1 meczu eliminacji do MŚ 2014 z Wyspami Świętego Tomasza i Książęcej. W 2015 roku został powołany do kadry na Puchar Narodów Afryki 2015. Rozegrał na nim cztery mecze: z Gwineą Równikową (1:1), z Gabonem (1:0), Burkina Faso (2:1) i ćwierćfinał z Demokratyczną Republiką Konga (2:4).